# کجاست جای رسیدن؟
کجاست جای رسیدن؟ یک فیلم مستند کوتاه از مجموعه فرش ایرانی است که عبّاس کیارستمی در سالِ ۱۳۸۶ در ایران ساخت.